# Карагичева-Бретаницкая, Людмила Владимировна
Людмила Владимировна Карагичева-Бретаницкая (урожд. Карагичева; род. 19 августа 1920, Майкоп — 2015) — азербайджанский советский музыковед и педагог, кандидат искусствоведения (1962), Заслуженный деятель искусств Азербайджанской ССР (1972).

## Биография
Людмила Владимировна Карагичева родилась 19 августа 1920 года в Майкопе. Позже переехала в Баку и в 1948 году окончила историко-теоретический факультет Азербайджанской государственной консерватории в Баку. С этого же года Карагичева преподавала в консерватории историю зарубежной музыки и основы оперной драматургии. Позже Карагичева проводила семинар по современной музыке и специальный курс музыкальной критики. С 1964 года — доцент. Также Людмила Карагичева основала круг научных интересов Карагичева-Бретаницкая — азербайджанская музыкальная культура, творчество Кара Караева. Скончалась Людмила Владимировна в 2015 году.

## Семья
- Супруг — Леонид Бретаницкий[2], искусствовед, исследователь архитектуры и искусства Ближнего и Среднего Востока.
  - Дочь — Алла Бретаницкая (1947–2003) — музыковед и критик[2].

## Сочинения
- Кара Караев. — Баку, 1956, Азербайджанская ССР. — М., 1956, 1957 (Серия «Музыкальная культура союзных республик»),
- Ниязи. Очерк творчества композитора и дирижера. — М., 1959,
- Балеты Кара Караева. — М., 1959,
- Кара Караев. — М., 1960,
- Мастера азербайджанского музыкального театра, в кн. Азербайджанская музыка. Сб. ст. — М., 1961,
- Африканский музыкальный фольклор в балете К. Караева «Тропою грома», в сб. Музыка народов Азии и Африки. — М., 1969,
- Азербайджанская государственная консерватория им. У. Гаджибекова 1921—1971. — Баку, 1972 (соавт. Э. Г. Абасова, Д. X. Данилов, Л. В. Карагичева, К. К. Сафар-Алиева),
- многочисленные статьи в сборниках и журналах.